# Cantley Point
Cantley Point – przylądek (point) w kanadyjskiej prowincji Nowa Szkocja, w hrabstwie Pictou (45°37′15″N, 62°38′57″W), wysunięty w rzekę East River of Pictou, na jej wschodnim brzegu; nazwa urzędowo zatwierdzona 22 marca 1936.